# Howard Gardner

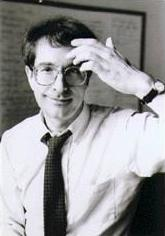
Howard Gardner

Howard Gardner (Scranton (Pennsylvania), 11 juli 1943) is een psycholoog van de Harvard-universiteit. Hij is bekend geworden door zijn theorie van de meervoudige intelligentie. Deze wijkt sterk af van de traditionele opvattingen over intelligentie en de daarop gebaseerde intelligentietesten. Hij vond zijn inspiratie in een project over de artistieke begaafdheid van kinderen. Hij werkte ook met patiënten met hersenbeschadigingen.

## Meervoudige intelligentie
Gardner was gefascineerd door de jonge leeftijd waarop zulke begaafdheden zich uitten. Het viel hem op, hoe de gevolgen van gehoorbeschadigingen voor patiënten kunnen verschillen. Bijvoorbeeld: een patiënt met een beschadigde linker hersenhelft kon niet meer praten, maar wel liedjes zingen. Dit kwam doordat de muzikale rechterhersenhelft nog wel intact was. Dit soort patiënten kon vloeiend een tekst lezen, maar hem niet meer begrijpen.
Hierdoor raakte Gardner ervan overtuigd dat intelligentie niet als een op zichzelf staande of algemene bekwaamheid kan worden beschouwd. Hij zag intelligentie als een pakket mentale bekwaamheden, die zich onafhankelijk van elkaar kunnen voordoen en door afzonderlijke delen in de hersenen worden gestuurd. Hij onderscheidde in 1983 acht ruime categorieën van intelligentie, te beginnen met de verbale, ruimtelijke en mathematische vaardigheden. De vier volgende categorieën gaven aanleiding tot veel controversen, omdat ze niet pasten in het beeld dat men tot dan toe over intelligentie had. Volgens Gardner waren dit  de muzikale, de lichamelijke, de sociale vaardigheden en zelfkennis. Later voegde hij hieraan extra intelligenties toe.
| Type intelligentie                       | Voorbeelden van taken waarbij deze intelligentie gebruikt wordt                                                           |
| ---------------------------------------- | --- |
| Verbale of linguïstische                 | een boek lezen, een tekst, verhaal of gedicht schrijven, gesproken woorden begrijpen                                      |
| Logisch-mathematische                    | wiskundige problemen oplossen, logisch redeneren                                                                          |
| Ruimtelijke                              | van de ene plaats naar een andere komen, een wegenkaart lezen, reiskoffers optimaal in de kofferbak passen                |
| Muzikale                                 | een liedje zingen, een trompet bespelen, de structuur van een muziekstuk begrijpen, een muziekstuk componeren             |
| Lichamelijke of lichamelijk-kinetische   | dansen, basketbal spelen, een kilometer lopen                                                                             |
| Natuurlijke of naturalistische           | aangetrokken tot planten, dieren en natuurlijke fenomenen zoals het weer. Overeenkomsten en verschillen daarin waarnemen. |
| Interpersoonlijke (sociale vaardigheden) | een relatie aangaan met andere mensen; het gedrag, de gevoelens en de motieven van anderen proberen te begrijpen          |
| Intrapersoonlijke (zelfkennis)           | zichzelf begrijpen |

Volgens hem kunnen de bekwaamheden door specifieke hersenstoornissen worden vernietigd, maar kunnen ze in extreme mate bij speciaal begaafde mensen aanwezig zijn. Elk van de acht categorieën betreft specifieke cognitieve vaardigheden. 
Volgens Gardner zijn alle acht mogelijkheden als ruw bouwmateriaal bij elk mens aanwezig en kunnen met zijn visie verschillen tussen culturen geanalyseerd worden. Intelligentie zou zeker niet uitgedrukt kunnen worden in één IQ-score. 
Voor zijn theorie over de meervoudige intelligentie kreeg Gardner in 1981 de MacArthur Prijs.
De theorie van Gardner is omstreden. Zelf heeft hij toegegeven dat zijn theorie niet door bewijs wordt ondersteund en dat hij net zo goed voor het begrip 'talent' had kunnen kiezen in plaats van intelligentie. Ondanks het gebrek aan empirische basis wordt de theorie van de meervoudige intelligentie vaak toegepast in het onderwijs.

## Voetnoten
1. ↑  Waterhouse, Lynn  (2023). Why multiple intelligences theory is a neuromyth. Frontiers in Psychology  14. ISSN:1664-1078. DOI:10.3389/fpsyg.2023.1217288.